# Nils Brinck
Nils Brinck, född omkring 1687, död 23 januari 1760 i Ystad, var en svensk borgmästare och riksdagsman.

## Biografi
Nils Brinck föddes omkring 1687. Han blev 1704 student vid Lunds universitet och blev 1716 borgmästare i Simrishamns stad. Brinck blev 1719 postmästare och var riksdagsledamot för borgarståndet i Simrishamn vid riksdagen 1719. Han fick assessors titel och avled 1760 i Ystad.

### Familj
Brinck gifte sig första gången med Petronella Paulin och andra gången med Greta Lisa Cervin.